# Enoil-KoA hidrataza
Enoil-KoA hidrataza (EC 4.2.1.17, enoilna hidraza, nezasićena acil-KoA hidrataza, beta-hidroksiacil-KoA dehidraza, beta-hidroksikiselinska dehidraza, hidrataza, enoil koenzim A, acil koenzim A hidraza, krotonaza, krotonilna hidraza, 2-oktenoil koenzim A hidraza, enoil koenzim A hidrataza, 2-enoil-KoA hidrataza, kratkolančana enoil-KoA hidrataza, ECH, trans-2-enoil-KoA hidrataza, enoil koenzim A hidraza (D), enoil koenzim A hidraza (L), kratkolančana enoil koenzim A hidrataza, D-3-hidroksiacil-KoA dehidrataza, enol-KoA hidrataza) je enzim sa sistematskim imenom (3S)-3-hidroksiacil-KoA hidrolijaza. Ovaj enzim katalizuje sledeću hemijsku reakciju
(3)-3-hidroksiacil-KoA {\displaystyle \rightleftharpoons } trans-2(ili 3)-enoil-KoA + H2O
Ovaj enzim deluje u reverznom smeru sa cis-jedinjenjima, dajući (3R)-3-hidroksiacil-KoA.

## Literatura
- Nicholas C. Price; Lewis Stevens (1999). Fundamentals of Enzymology: The Cell and Molecular Biology of Catalytic Proteins (Third изд.). USA: Oxford University Press. ISBN 019850229X.
- Eric J. Toone (2006). Advances in Enzymology and Related Areas of Molecular Biology, Protein Evolution (Volume 75 изд.). Wiley-Interscience. ISBN 0471205036.
- Branden C; Tooze J. Introduction to Protein Structure. New York, NY: Garland Publishing. ISBN 0-8153-2305-0.
- Irwin H. Segel. Enzyme Kinetics: Behavior and Analysis of Rapid Equilibrium and Steady-State Enzyme Systems (Book 44 изд.). Wiley Classics Library. ISBN 0471303097.

## Spoljašnje veze
- Enoyl-CoA+hydratase на 